# Huai’an (Zhangjiakou)

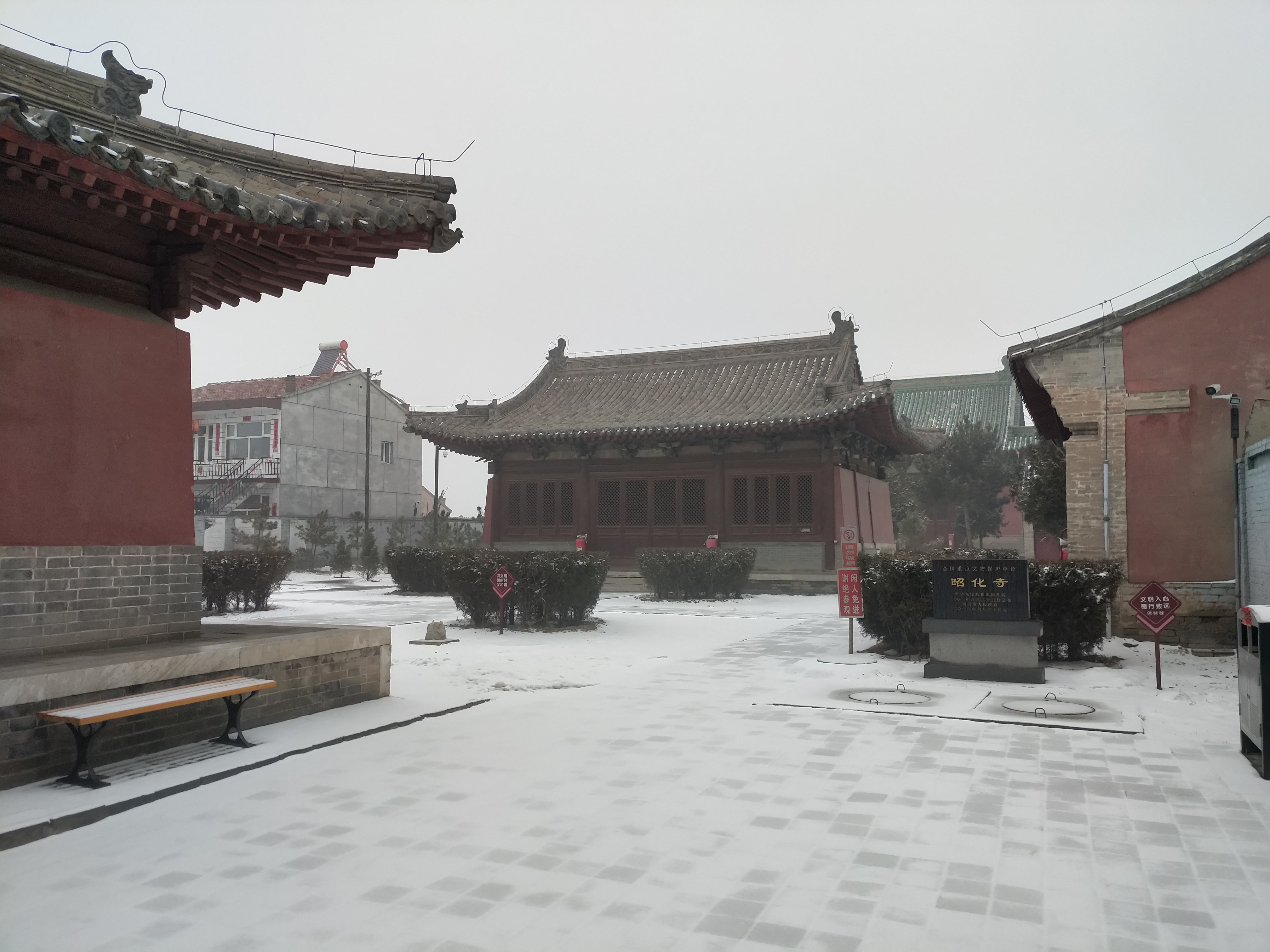
Zhaohua-Tempel

Der Kreis Huai’an (chinesisch 怀安县, Pinyin Huái’ān Xiàn) ist ein Kreis der bezirksfreien Stadt Zhangjiakou in der chinesischen Provinz Hebei. Er hat eine Fläche von 1.705 Quadratkilometern und zählt 210.914 Einwohner (Stand: Zensus 2010). Sein Hauptort ist die Großgemeinde Zhaigoubu 柴沟堡镇. Huai’an liegt im Westen von Zhangjiakou und grenzt an die Provinz Shanxi und die Innere Mongolei.
Der Zhaohua-Tempel (Zhaohua si 昭化寺) in Huai’ancheng steht seit 2001 auf der Liste der Denkmäler der Volksrepublik China (5-210).

## Administrative Gliederung
Auf Gemeindeebene setzt sich Huai’an aus vier Großgemeinden und sieben Gemeinden zusammen. Diese sind:
- Großgemeinde Chaigoubu 柴沟堡镇
- Großgemeinde Zuowei 左卫镇
- Großgemeinde Toubaihu 头百户镇
- Großgemeinde Huai’ancheng 怀安城镇

- Gemeinde Dukoubu 渡口堡乡
- Gemeinde Diliutun 第六屯乡
- Gemeinde Xiwanbu 西湾堡乡
- Gemeinde Xishacheng 西沙城乡
- Gemeinde Taipingzhuang 太平庄乡
- Gemeinde Wanghutun 王虎屯乡
- Gemeinde Disanbu 第三堡乡